# Diplectrona felix
Diplectrona felix är en nattsländeart som beskrevs av Mclachlan 1878. Diplectrona felix ingår i släktet Diplectrona och familjen ryssjenattsländor. Inga underarter finns listade i Catalogue of Life.